# The Hunter (альбом Blondie)
The Hunter (с англ. — «Охотник») — шестой студийный альбом американской группы Blondie, вышедший в мае 1982 года.
Это был последний альбом Blondie до их воссоединения в конце 1990-х годов.

## Об альбоме
The Hunter — концептуальный альбом в основу которого легли темы поиска, преследования и охоты.
Трек «Dragonfly» (Стрекоза) имеет научно-фантастическую окраску и повествует о гонке в космосе. 

«The Beast» (Зверь) рассказывает о становлении Дебби Харри в качестве публичной узнаваемой личности. 

«English Boys» (Английские мальчики) это дань уважения Харри и Стейна английским мальчикам с длинными волосами; эта песня была записана через год после убийства Джона Леннона, песня описывает невинность и идеализм 1960-х годов. 

В то же время песня «War Child» (Дети войны) затрагивает тему военных конфликтов в Камбодже и на Ближнем Востоке. 

Альбом заканчивается кавер-версией песни Смоки Робинсона «The Hunter Gets Captured by the Game» (Охотник в игре попадает в плен), первоначально записанной The Marvelettes в 1967 году.
Песня «For Your Eyes Only» (Только для твоих глаз) была написана Дебби Харри и Крисом Стейном в 1981 году для фильма про Джеймса Бонда с одноименным названием. Продюсеры же фильма одобрили песню написанную Биллом Конти и Майклом Лисоном и попросили Блонди записать её; Блонди отказались и тогда песню Конти и Лисона исполнила Шина Истон. Блонди же выпустили свою песню на пластинке The Hunter.
С этого альбома было выпущено два сингла — «Island of Lost Souls» и «War Child». Последний был также выпущен и в 12" расширенной версии.

## Релиз и оценки
Альбом достиг #9 в Великобритании, #15 в Австралии и #33 в США. По сравнению с тремя предыдущих альбомами Blondie с Майком Чепменом в качестве продюсера (Parallel Lines, Eat to the Beat и Autoamerican) The Hunter провалился и в коммерческом плане, и у критиков. Спустя шесть месяцев после выхода альбома группа распалась. Летний тур Across America Tour '82 был проведён специально в поддержку альбома, но также не имел успеха. Европейское турне группы, которое должно было состояться осенью, было отменено.
The Hunter был подвергнут ремастерингу и переиздан лейблом Chrysalis Records в Великобритании в 1994 году, и снова переиздан уже EMI-Capitol в 2001 году. Оба раза с 12" версией «War Child», как бонус-треком.

## Список композиций
| №  | Название               | Автор(ы)                      | Длительность |
| -- | ---------------------- | ----------------------------- | ------------ |
| 1. | «Orchid Club»          | Найджел Харрисон, Дебби Харри | 5:45         |
| 2. | «Island of Lost Souls» | Крис Стейн, Дебби Харри       | 4:42         |
| 3. | «Dragonfly»            | Дебби Харри, Крис Стейн       | 6:00         |
| 4. | «For Your Eyes Only»   | Дебби Харри, Крис Стейн       | 3:07         |
| 5. | «The Beast»            | Дебби Харри, Крис Стейн       | 4:54         |

| №   | Название                                | Автор(ы)                      | Длительность |
| --- | --------------------------------------- | ----------------------------- | ------------ |
| 6.  | «War Child»                             | Найджел Харрисон, Дебби Харри | 4:00         |
| 7.  | «Little Caesar»                         | Дебби Харри, Крис Стейн       | 3:00         |
| 8.  | «Danceway»                              | Джимми Дестри                 | 3:19         |
| 9.  | «(Can I) Find the Right Words (To Say)» | Джимми Дестри, Дебби Харри    | 3:07         |
| 10. | «English Boys»                          | Крис Стейн, Дебби Харри       | 3:49         |
| 11. | «The Hunter Gets Captured by the Game»  | Смоки Робинсон                | 3:37         |

| №   | Название                       | Автор(ы)                      | Длительность |
| --- | ------------------------------ | ----------------------------- | ------------ |
| 12. | «War Child (Extended version)» | Найджел Харрисон, Дебби Харри | 7:58         |

## Участники записи
- Дебби Харри — вокал
- Крис Стейн — гитара
- Фрэнк Инфанте — гитара
- Джимми Дестри — клавишные
- Найджел Харрисон — бас-гитара
- Клем Бёрк — ударные

Другие участники
- Роберт Аарон — аранжировка валторны, саксофон
- Сэмми Фигероа — перкуссия
- Мануэль Бадрена — перкуссия
- Роджер Скуитеро — перкуссия
- Дженис Пандарвис — бэк-вокал на «The Hunter Gets Captured by the Game»
- Захари Сандерс — бэк-вокал на «The Hunter Gets Captured by the Game»
- Лани Гров — бэк-вокал на «The Hunter Gets Captured by the Game»
- Дэррил Тукс — бэк-вокал на «The Hunter Gets Captured by the Game»
- Рэй Мальдонадо — валторна на «Little Caesar», «Island of Lost Souls» и «War Child»
- Луис Ортис — валторна на «Little Caesar», «Island of Lost Souls» и «War Child»
- Рик Дэвис — валторна на «Little Caesar», «Island of Lost Souls» и «War Child»
- Мак Голлехон — валторна на «Little Caesar», «Island of Lost Souls» и «War Child»

Производство
- Майк Чепмен — продюсер
- Записи сделаны на Hit Factory (Нью-Йорк) в 1981 году. Оригинальный релиз на Chrysalis Records (1384)
- Кевин Флаэрти — продюсер переиздания 2001 года

## Позиции в чартах
| Чарт (1982)              | Макс. позиция |
| ------------------------ | ------------- |
| Australian Albums Chart  | 15            |
| Canadian Albums Chart    | 24            |
| Dutch Albums Chart       | 19            |
| Gegman Albums Chart      | 49            |
| New Zealand Albums Chart | 27            |
| Norwergian Albums Chart  | 19            |
| Swedish Albums Chart     | 18            |
| UK Albums Chart          | 9             |
| US Billboard 200         | 33            |